# Spišské Hanušovce
Spišské Hanušovce (in ungherese Hanusfalva, in tedesco Henschau, in polacco Hanuszowce) è un comune della Slovacchia facente parte del distretto di Kežmarok, nella regione di Prešov.